# Girls, Girls, Girls (píseň, Mötley Crüe)
Girls, Girls, Girls je píseň americké rockové skupiny Mötley Crüe ze stejnojmenného alba. Je to první singl z alba, který vyšel 11. května 1987. Singl se umístil v hitparádě Billboard Hot 100 na 7. místě a v Mainstream Rock Charts na 20. místě. První verze videoklipu byla pro lechtivý obsah na televizní stanici MTV zakázaná.

## Obsazení
- Vince Neil – zpěv
- Mick Mars – kytara
- Nikki Sixx – basová kytara
- Tommy Lee – bicí